# MaK 1000 D
A MaK 1000 D négytengelyes dízel-hidraulikus mozdonysorozat, melyet a Maschinenbau Kiel (MaK) gyártott 1955 és 1963 között az első típusprogramjának második legnagyobb teljesítményű tagjaként, összesen 25 példányban.

## Fejlesztés
Az 1000 D a MaK 850 D továbbfejlesztett változata, melyet a Maschinenbau Kiel gyártott 1955 és 1963 között a kieli üzemében, összesen 25 példányban. A sorozat 1957-ben gyártott nyolc példányát a kubai Ferrocarriles Occidentales de Cubának szállították le, és áramvonalas burkolatot kapott, mivel az Európába szánt egységekkel ellentétben ezeket nem nehéz terhelésű tolatási és mérsékelten nehéz terhelésű vonali szolgálatra, hanem gyors személyszállító vonatok élére szánták. 
A többi 21 mozdonyt elsősorban nagyobb vállalatoknak vagy nagyobb magánvasutaknak, például az Osthannoversche Eisenbahnennek (OHE) és a Westfälische Landes-Eisenbahnnak (WLE) szállították. A típus elnevezésében az elöl álló szám a teljesítményt fejezi ki metrikus lóerőben, míg az azt követő betű a tengelyelrendezést jelzi. 

## Műszaki részletek
A típus a háború előtti mozdonyok kialakításának felel meg; a vezetőfülke két géptér között kapott helyet és a kerékpárokra az erőátvitel csatlórudakon keresztül történik. A felépítményeket továbbfejlesztették a minden irányba történő jobb kiláthatóság érdekében. A Maschinenbau Kiel első generációs mozdonypalettájának korábbi tagjaival ellentétben az összes 1000 D egység napellenzővel ellátott vezetőfülkét kapott. Biztonság okokból a vezetőfülkébe nem közvetlenül oldalra, hanem a rakszelvényen belül, a járdákra nyíló ajtókon lehet bejutni. 
A sorozatba a MaK „MA 301 CK” típusú, lassan járó, négyütemű, soros hathengeres kivitelű dízelmotorját szerelték, amely 1000 metrikus lóerő (735 kW) teljesítményt ad le 750 min⁻¹ fordulatszámon. A motor a MaK 850 D sorozatba szerelt MaK „MA 301 AK” típus továbbfejlesztett verziója, amely a nagyobb teljesítményt elsősorban a BBC gyártmányú turbófeltöltő segítségével éri el. A típus legnagyobb megengedett sebessége 63–83 km/h (39–52 mph), szolgálati tömege a ballasztolástól függően 60–80 t (59–79 angol tonna; 66–88 amerikai tonna), tüzelőanyag-tartályának térfogata 1500 liter. A két külső tengelyt egy úgynevezett Beugniot-emeltyűvel kapcsolták össze, hogy a jobb ívfutás érdekében oldalirányban lehessen őket egymáshoz képest eltolni. A sorozatba szerelt Voith gyártmányú hajtómű nem rendelkezik tolatófokozattal.

## Üzemeltetők
1955 és 1963 között összesen 25 MaK 1000 D típusú mozdony készült nyolc különböző megrendelő számára. A sorozat első bemutatópéldányát 1955-ben gyártották és 1956-ban Osthannoversche Eisenbahnen (OHE) vásárolta meg, ahol 1979-ig állt szolgálatban, majd 1984-ben leselejtezték.
Az 1957-ben legyártott következő nyolc mozdonyt a kubai Ferrocarriles Occidentales de Cubának gyártották. A többi tizenhat mozdonyt elsősorban olyan német magánvasutaknak adták el, mint az OHE, a Farge-Vegesacker Eisenbahn, a Bentheimer Eisenbahn, a Dortmunder Eisenbahn, a Rinteln-Stadthagener Eisenbahn és a Westfälische Landes-Eisenbahn.
Néhány mozdonyt leselejteztek, a legtöbbet viszont Németországon kívül értékesítettek. A „1000012” gyártási számú mozdonyt Verein Verkehrsamateure und Museumsbahn megőrzés céljából 1991-ben megvásárolta, azóta a Museumsbahnen Schönberger Strand múzeumvasúton üzemel. Ezt az egységeket kísérleti jelleggel 92 km/h maximális sebességre tervezték, és több magánvasúton is használták. Később egy új, 850 lóerős motorral és módosított vezérléssel szerelték fel. Ezért a mozdonyt egyes publikációk a MaK 850 D-mozdonyok közé sorolja.
| MaK 1000 D-mozdonyok listája |             |                                    |                                                     | |
| Gyártási szám                | Gyártás éve | Első üzemeltető                    | Legutóbbi üzemeltető                                | Megjegyzés |
| 800035                       | 1955        | OHE „100031“                       | OHE „100031“                                        | 1979-ben alkatrészbányaként letétbe helyezték, 1984-ben a lüneburgi Reich & Gebauer GmbH telephelyén ócskavasként feldarabolták |
| 1000001                      | 1957        | FOC „100 01“                       | FOC „100 01“                                        | |
| 1000002                      | 1957        | FOC „100 02“                       | FOC „100 02“                                        | |
| 1000003                      | 1957        | FOC „100 03“                       | FOC „100 03“                                        | |
| 1000004                      | 1957        | FOC „100 04“                       | FOC „100 04“                                        | |
| 1000005                      | 1957        | FOC „100 05“                       | FOC „100 05“                                        | |
| 1000006                      | 1957        | FOC „100 06“                       | FOC „100 06“                                        | |
| 1000007                      | 1957        | FOC „100 07“                       | FOC „100 07“                                        | |
| 1000008                      | 1957        | FOC „100 08“                       | FOC „100 08“                                        | |
| 1000009                      | 1958        | RStE „V 101“                       | Carlo Vanoli AG „Bm 847 960-2“                      | A 2010-es években a Stauffer Schienen- und Spezialfahrzeuge svájci kereskedő megvásárolta, majd eladta Olaszországba, azóta a holléte ismeretlen |
| 1000010                      | 1958        | FVE „V 102“                        | IPE Locomotori S.p.A.                               | |
| 1000011                      | 1958        | BE „D 3“                           | Armafer S.r.l.                                      | |
| 1000012                      | 1959        | OHE „100033“                       | VVM „5“                                             | UIC-pályaszáma: 98 80 3265 501-7 D-VVM. A Museum Schönberger Strand múzeumvasúton üzemel. Gyárilag MaK 1000 D típusnak építették, később azonban a teljesítmény tekintetében a MaK 850 D sorozathoz közelebb álló motorral szerelték fel, így egyes források az utóbbi típushoz sorolják. |
| 1000013                      | 1958        | DE „D 11“                          | IPE Locomotori S.r.l.                               | A 2000-es évek során selejtezték |
| 1000014                      | 1958        | DE „D 12“                          | IPE Locomotori S.r.l.                               | A 2000-es évek során selejtezték |
| 1000015                      | 1959        | OHE „100032“                       | OHE „100032“                                        | 1996 májusában a hajtómű meghibásodása miatt letétbe helyezték, 1997-ben selejtezték |
| 1000017                      | 1959        | BE „D 4“                           | OHE                                                 | Az Osthannoversche Eisenbahnen 1989-ben alkatrészbányának vette meg, az 1990-es években selejtezte |
| 1000055                      | 1961        | DE „D 13“                          | IPE Locomotori S.p.A.                               | 2006-ban selejtezték |
| 1000056                      | 1961        | BE „D 5“                           | Cooperativa Lavori Ferroviari „T 1796“              | |
| 1000059                      | 1962        | WLE „VL 0641“                      | IPE Locomotori S.p.A.                               | |
| 1000060                      | 1964        | WLE „VL 0642“                      | Fersalento S.r.l. „T 6599“                          | |
| 1000061                      | 1962        | WLE „VL 0643“                      | Salvatore Ventura S.r.l. „DD FMT BA 1087 A“         | |
| 1000153                      | 1962        | Kreis Moerser Verkehrsbetriebe „2“ | Ing. De Aloe Construzioni S.r.l. „DD FMT MI 7022 R“ | |
| 1000253                      | 1963        | BE „D 8“                           | Cooperativa Lavori Ferroviari „DD FMT BO 0389 T“    | |
| 1000254                      | 1963        | Kreis Moerser Verkehrsbetriebe „3“ | Impresa Baldi „T 1548“                              | Holléte ismeretlen |

## Fordítás
- Ez a szócikk részben vagy egészben  a   MaK 1000 D című német Wikipédia-szócikk ezen változatának fordításán alapul.  Az eredeti cikk szerkesztőit annak laptörténete sorolja fel. Ez a jelzés csupán a megfogalmazás eredetét és a szerzői jogokat jelzi, nem szolgál a cikkben szereplő információk forrásmegjelöléseként.